# Marcos Gueiros
Marcos Moraes Gueiros (Belém, 16 de janeiro de 1970) é um ex-piloto de automobilismo brasileiro que disputou a Fórmula 3000 entre 1995 e 1996, além de correr na Fórmula 3 Sul-Americana em 2 períodos.

## Carreira
Filho de Hélio Gueiros, que governou o Pará entre 1987 e 1991, Marcos iniciou a carreira de piloto em 1990, na Fórmula 3 Sul-Americana, conquistando o título da categoria em 1992. Anteriormente, fora bicampeão da Fórmula 3 Brasileira.
Após os títulos na América do Sul, foi para a Fórmula 3 Italiana, disputando 3 etapas. Em seguida competiu na prestigiada Fórmula 3 Britânica, representando a Edenbridge Racing em 10 provas. Melhorou seu desempenho na temporada seguinte, ficando em sexto lugar na classificação geral, com 107 pontos.
Na Fórmula 3000, assinou com a Madgwick International, obtendo apenas 2 pontos na classificação, depois de um 5º lugar no GP da Alemanha. Em 1996, pela tradicional Super Nova Racing, emplacou 3 pódios e a quinta posição na tabela, com 20 pontos - 2 a mais que os veteranos Christophe Tinseau e Tom Kristensen, que posteriormente viria a ser eneacampeão das 24 Horas de Le Mans. Porém, não encontrou vaga para 1997 e voltou para o Brasil, permanecendo 3 anos longe do automobilismo.

## Volta às pistas e aposentadoria
Em 2000, Marcos Gueiros retomou a carreira automobilística ao disputar a categoria Light da Fórmula 3 Sul-Americana, vencendo uma corrida e terminando em sexto lugar. Disputaria ainda o GP de Campo Grande pela Petrobras-Avallone, como substituto de Henrique Favoretto, antes de se aposentar com apenas 31 anos de idade.

## Vida pessoal
Em 2007, foi um dos participantes do revezamento da tocha dos Jogos Pan-Americanos do Rio de Janeiro. 8 anos depois, seu nome foi incluído numa lista de suspeitos de crimes relacionados à Transpetro, juntamente com seu irmão Paulo Érico e do engenheiro Fábio Ribeiro Azevedo, como parte da Operação Catilinárias, um desdobramento da Operação Lava-Jato

## Links
- Marcos Gueiros - OldRacingCars.com